# 张朴桥圣母无染原罪堂

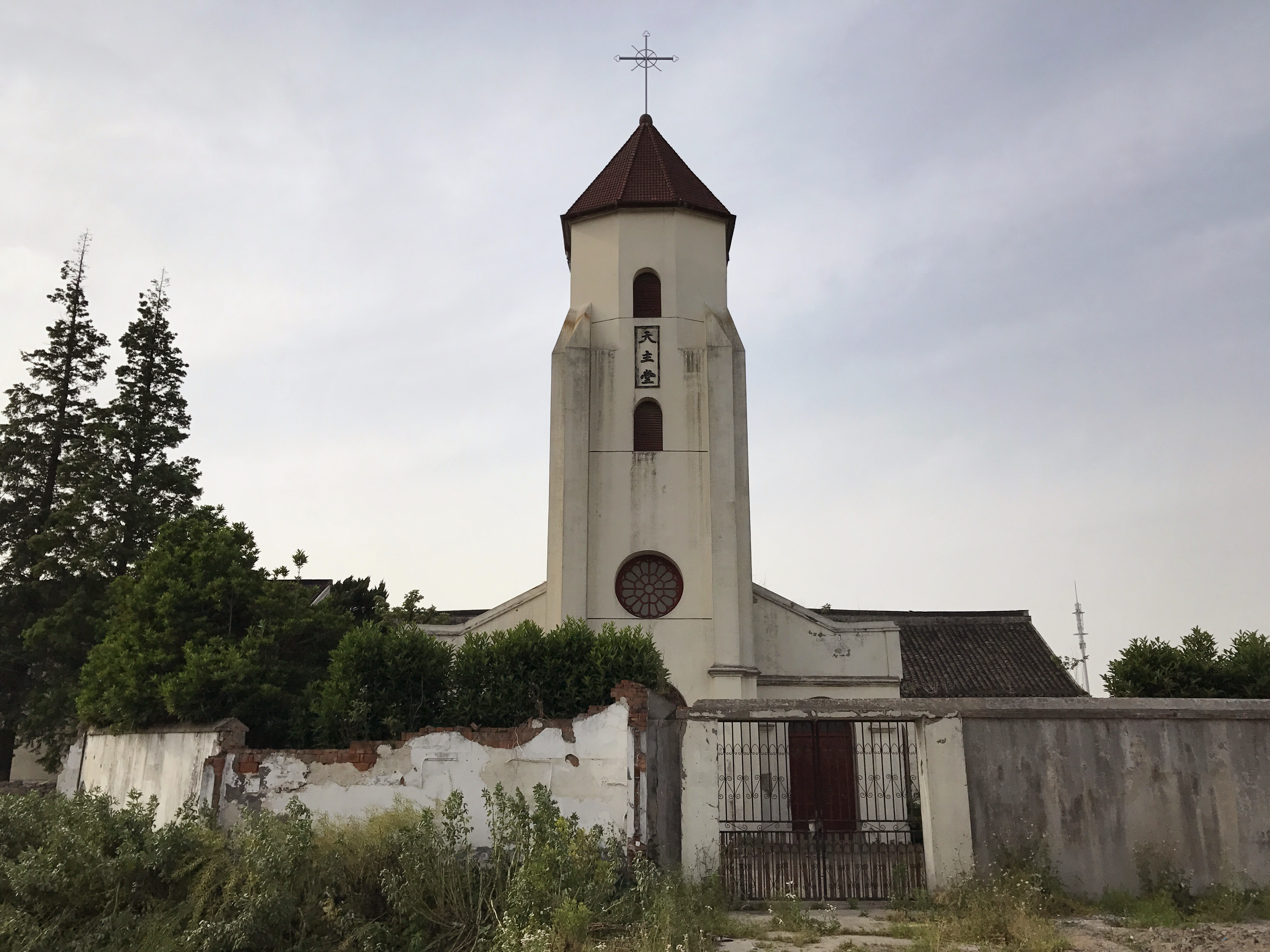
张朴桥圣母无原罪始胎堂

张朴桥圣母无原罪始胎堂是天主教上海教区的一座历史悠久的著名教堂，位于上海市松江区佘山镇，毗邻著名的朝圣地佘山。由于上海教区几件重大的事情，都起源于张朴桥，该教堂也被称为“江南第一堂”。 
教堂为砖木结构，中西合璧，可容纳一千人左右。
禁教期间的1839年，南京教区（上海教区的前身）98名骨干教友聚会于松江张朴桥会口，由神父王若望、张西满带头，向教宗写请愿书，要求派遣主教和传教士来中国协助传教。次年，教宗额我略十六世派遣意大利人罗伯济（Louis de Besi）来华署理江南教务。1841年，耶稣会也派遣法籍南格禄（Gotteland Claude）、艾方济（Estève François）神父乘“埃里戈纳”号来华。罗伯济和耶稣会神父到上海后，都是先由渔民教友驾小船接到浦东金家巷。后来谣传地痞准备洗劫金家巷，又悄悄转移到张朴桥。
1843年2月，耶稣会的李秀芳（Brueyre Benjamin）神父在张朴桥创办圣母无玷圣心修道院。不久修院迁址横塘（今上海教区骨灰堂所在地）。
1955年以后，上海教区的主教被捕，神父集中学习，张朴桥教堂停止了宗教活动。教堂和附属用房被移作他用。1993年12月8日复堂，每个星期六下午2:00有佘山的神父来做弥撒。